# Samsung Galaxy A24
Samsung Galaxy A24 este un smartphone bazat pe Android proiectat, dezvoltat și comercializat de Samsung Electronics ca parte a seriei Galaxy A. Acest telefon a fost anunțat pe 19 aprilie 2023.

## Galerie

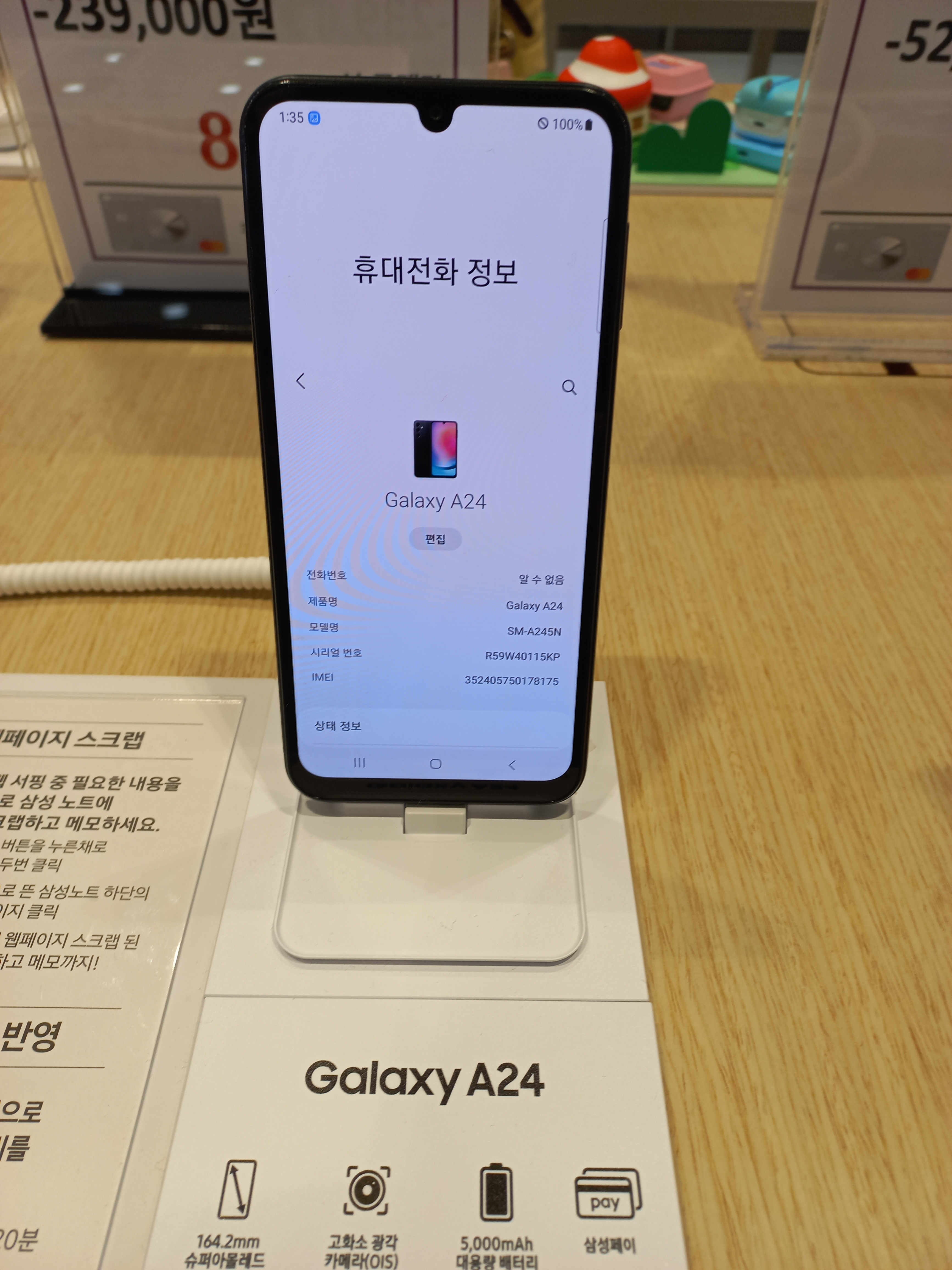
Partea din față a Samsung Galaxy A24 cu ecranul pornit